# Ан Турвил
Ан Иларион Турвил (фр. Anne Hilarion de Costentin, comte de Tourville; Париз, 24. новембар 1642. године у Паризу - 28. маја 1701. године) био је француски адмирал и Маршал Француске од 1693. године. 
Као командант галије учествовао је у борбама против Турака и арабљанско-берберских гусара. Са 25 година, од 1667.1667. године се придружио француској морнарици. Успешно се борио под Жаном д'Естреом и Абрахамом Дикеном и истако се као заповедник ескадре у бици код Палерма 1676. године. 
Током Рата Велике алијансе био је командант француске флоте ~ 10. јула 1690. године у бици код Бичи хеда успео је да порази англо-холандску флоту потопивши или заробивши 15 непријатељских бродова. Наредне 1691. године је уништио неколико савезничких конвоја. 
У бици код Барфлера и Лахога 29. маја 1692. године са 45 бродова нанео је велике губитке англо-холандској флоти са 97 бродова, али је био принуђен на повлачење од надмоћнијег противника. 
27. јуна 1693. године у бици код Лагоса (1693) успео је да порази енглески конвој од 59 бродова. 
Након потписивања мира у Рисвику 20. септембра 1697. године Турвил се пензионисао а умро је у Паризу 23. маја 1701. године као нацонални херој.
Био је велики присталица офанзивних дејстава, а написао је и веома познату расправу из поморске тактике.